# Clásica de Almería 2013
La XXVIIIº edición de la Clásica de Almería se disputará el domingo 24 de febrero de 2013, por un circuito por la provincia de Almería con inicio en Almería y final en Roquetas de Mar, sobre un trazado de 182,3 km.
La prueba pertenecerá al UCI Europe Tour 2012-2013 de los Circuitos Continentales UCI, dentro de la categoría 1.HC (máxima categoría de estos circuitos).
Participarán 14 equipos. Los 2 equipos españoles de categoría UCI ProTeam (Euskaltel Euskadi y Movistar Team); el único de categoría Profesional Continental (Caja Rural); y los 2 de categoría Continental (Burgos BH-Castilla y León y Euskadi). En cuanto a representación extranjera, estarán 9 equipos: los ProTeam del Blanco Pro Cycling Team, Lotto Belisol Team, Vacansoleil-DCM Pro Cycling Team, Team Argos-Shimano y Astana Pro Team; y los Profesionales Continentales del Cofidis, Solutions Crédits, Sojasun, CCC Polsat Polkowice y Team NetApp-Endura. Formando así un pelotón de 107 ciclistas, de 8 corredores cada equipo (excepto el Sojasun que saldrá con 7), de los que acabaron 109.
El ganador final fue Michael Matthews tras ganar en el sprint a Mark Renshaw y Reinardt Janse van Rensburg, respectivamente.
En las clasificaciones secundarias se impusieron Pablo Urtasun (montaña), David de la Cruz (sprint intermedios), Movistar (equipos) y Juan José Lobato (regionales).

## Clasificación final
| \| Posición \| Ciclista \| Equipo \| Tiempo \| \| -------- \| --------------------------- \| -------------------------- \| --------------- \| \| 1. \| Mark Renshaw \| Blanco \| 4 h 30 min 14 s \| \| 2. \| Reinardt Janse van Rensburg \| Argos-Shimano \| m.t. \| \| 3. \| Francesco Lasca \| Caja Rural \| m.t. \| \| 4. \| Juan José Lobato \| Euskaltel Euskadi \| m.t. \| \| 5. \| Stéphane Poulhiès \| Cofidis, Solutions Crédits \| m.t. \| \| 6. \| Francisco Ventoso \| Movistar \| m.t. \| \| 7. \| Bartłomiej Matysiak \| CCC Polsat Polkowice \| m.t. \| \| 8. \| Dennis Vanendert \| Lotto Belisol \| m.t. \| \| 9. \| Fabien Schmidt \| Sojasun \| m.t. \| \| 10. \| Pim Ligthart \| Vacansoleil-DCM \| m.t. \| |                             |                            |                 |
| Posición | Ciclista                    | Equipo                     | Tiempo          |
| 1. | Mark Renshaw                | Blanco                     | 4 h 30 min 14 s |
| 2. | Reinardt Janse van Rensburg | Argos-Shimano              | m.t.            |
| 3. | Francesco Lasca             | Caja Rural                 | m.t.            |
| 4. | Juan José Lobato            | Euskaltel Euskadi          | m.t.            |
| 5. | Stéphane Poulhiès           | Cofidis, Solutions Crédits | m.t.            |
| 6. | Francisco Ventoso           | Movistar                   | m.t.            |
| 7. | Bartłomiej Matysiak         | CCC Polsat Polkowice       | m.t.            |
| 8. | Dennis Vanendert            | Lotto Belisol              | m.t.            |
| 9. | Fabien Schmidt              | Sojasun                    | m.t.            |
| 10. | Pim Ligthart                | Vacansoleil-DCM            | m.t.            |